# Municipio de Marcos Castellanos
El municipio de Marcos Castellanos es uno de los 113 municipios en que se encuentra dividido para su régimen interior el estado mexicano de Michoacán de Ocampo. Su cabecera es la población de San José de Gracia y se encuentra localizado en el noroeste del estado.

## Geografía
Marcos Castellanos se ubica en el extremo noroeste del estado de Michoacán en los límites con el estado de Jalisco, y forma parte de la región socioeconómica I. Lerma-Chapala. 
Tiene una extensión territorial total de 233.714 kilómetros cuadrados, que representan el 0.40 % de la extensión total del estado. Tiene como coordenadas geográficas extremas 19°57′-20°9′ de latitud norte y 102°51′-103°4′ de longitud oeste, y su altitud fluctúa entre un máximo de 2400 y un mínimo de 1600 metros sobre el nivel del mar.
Limita al este con el municipio de Cojumatlán de Régules y el municipio de Jiquilpan; al norte, oeste y sur sus límites corresponden al estado de Jalisco, en particular a los municipios que de norte a sur son: municipio de Tizapán el Alto, municipio de Manzanilla de la Paz, municipio de Mazamitla, municipio de Valle de Juárez y municipio de Quitupan.

## Demografía
La población total del municipio de Marcos Castellanos de acuerdo con el Censo de Población y Vivienda realizado en 2020 por el Instituto Nacional de Estadística y Geografía, es de 13 983 habitantes, de los cuales 48.2 % son hombres y 51.8 % son mujeres.
La densidad de población asciende a un total de 59.83 personas por kilómetro cuadrado.

### Localidades
En el censo de 2020 el municipio de Marcos Castellanos contaba con 28 localidades.
| Código INEGI    | Localidad             | Población (2020) |
| --------------- | --------------------- | ---------------- |
| 160510001       | San José de Gracia    | 10 466           |
| 160510014       | Ojo de Rana           | 1 040            |
| 160510019       | El Sabino             | 793              |
| 160510012       | El Jarrero            | 420              |
| 160510020       | San Miguel            | 379              |
| 160510018       | La Rosa               | 324              |
| 160510010       | La Estancia del Monte | 134              |
| 160510002       | La Arena              | 96               |
| 160510007       | Los Cojos             | 95               |
| 160510003       | Auchén                | 40               |
| 160510041       | La Frontera           | 37               |
| 160510022       | La Tinaja Seca        | 27               |
| 160510023       | La Villita            | 24               |
| 160510024       | El Espino             | 19               |
| 160510011       | Izote                 | 13               |
| 160510035       | La Villita            | 11               |
| 160510036       | El Potrerito          | 10               |
| 160510055       | La Esperanza          | 10               |
| 160510045       | Loma Ojo de Rana      | 9                |
| 160510033       | Ojo de Agua           | 7                |
| 160510030       | Cerrito de la Leña    | 6                |
| 160510044       | La Loma del Soyate    | 5                |
| 160510008       | China                 | 4                |
| 160510053       | El Espino de Abajo    | 4                |
| 160510056       | El Tejón              | 3                |
| 160510057       | La Aurora             | 3                |
| 160510005       | Barranca de la Virgen | 2                |
| 160510013       | El Molino             | 2                |
| Total municipal | Total municipal       | 13 983           |

## Política
El municipio fue creado el 30 de diciembre de 1967 y segregando su territorio del municipio de Jiquilpan.
El gobierno del municipio de Marcos Castellanos le corresponde a su ayuntamiento, el cual está integrado por el presidente municipal, un síndico y el cabildo conformado por siete regidores, cuatro electos por mayoría relativa y tres por el principio de representación proporcional. Todos son electos mediante voto universal, directo y secreto para un periodo de tres años con posibilidad de ser reelectos por un único periodo inmediato.

### Representación legislativa
Para la elección de diputados locales al Congreso de Michoacán y de diputados federales a la Cámara de Diputados federal, el municipio de Marcos Castellanos se encuentra integrado en los siguientes distritos electorales:
Local:
- Distrito electoral local de 4 de Michoacán con cabecera en Jiquilpan de Juárez.[7]

Federal:
- Distrito electoral federal 4 de Michoacán con cabecera en Jiquilpan de Juárez.[8]